# Kot Mithan
Kot Mithan é uma cidade do Paquistão localizada na província de Punjab.